# Ingrid Stairs
Ingrid Stairs, née le 12 janvier 1972 est une astronome canadienne, basée à l'Université de la Colombie-Britannique depuis 2002. Elle étudie les pulsars et leurs compagnons comme un moyen d'étudier l'évolution des pulsars binaires, l'instrumentation et la polarimétrie des pulsars et les sursauts radio rapides (FRB). 

## Biographie
Elle fait ses études à l'Université McGill, où elle obtient un baccalauréat spécialisé en 1993 puis une maîtrise en 1995. Un doctorat de l'Université de Princeton suit en 1998 sous la direction de Joseph Hooton Taylor.
Elle est stagiaire postdoctorale à l'Observatoire de Jodrell Bank au Royaume-Uni de 1998 à 2000, puis associée de recherche au NRAO à Green Bank, Virginie-Occidentale. En 2002, elle devient professeure adjointe à l'Université de la Colombie-Britannique, devenant professeure agrégée en 2007 et professeure titulaire en 2012.

## Recherches
Stairs travaille sur divers sujets liés à la science des objets gravitationnels extrêmes. Elle utilise des recherches de pulsars à grande échelle avec le télescope Arecibo et le télescope Green Bank pour étudier les populations de pulsars et leur évolution, trouver de nouveaux pulsars millisecondes et des systèmes binaires exotiques. Elle aide à assembler des instruments de dédispersion cohérents pour Arecibo et Green Bank. Elle chronomètre les pulsars millisecondes en tant que membre de l'expérience NANOGrav.
En plus de trouver ces pulsars, elle utilise la synchronisation des pulsars à long terme pour étudier la dynamique orbitale des systèmes de pulsars, comme l'interaction entre les deux étoiles du système. Elle étudie longuement les systèmes binaires relativistes comme B1534+12,, J1906+0746, et le double pulsar J0737-3039A/B,. Elle suit également certains jeunes pulsars, tels que J1740-3502, qui a un compagnon binaire massif, et PSR 1828-11 qui subit des changements de synchronisation et magnétosphériques corrélés,.
Stairs fait partie des collaborations CHIME FRB et pulsar,. CHIME est actuellement opérationnel et publie de nombreux nouveaux candidats FRB , notamment de nouveaux candidats FRB répétitifs,. Stairs est responsable de la gestion de l'installation de l'instrument pulsar CHIME.
Elle reçoit en 1993 le Prix Joseph Henry, de l'Université de Princeton, en 2017, le Prix Peter G. Martin de la Société canadienne d'astronomie pour réalisation en milieu de carrière . Elle reçoit en 2017 la Médaille commémorative Rutherford pour la physique de la Société royale du Canada, et est élue membre de l'American Physical Society en 2018.